# Lumina Sophie
Lumina Sophie, conhecida pela alcunha de "Surprise", apelido de Marie-Philomène Roptus (Rivière-Pilote, 5 de novembro de 1848 - Saint-Laurent-du-Maroni, 15 de setembro de 1879) foi uma heroína da revolta de 1870 na ilha de Martinica, departamento ultramarino francês. Ela organizou um grupo de mulheres em insurreição, as pétroleuses, que queimava plantações e convocava os cidadãos a enfrentar a autoridade local para libertar um marinheiro negro condenado injustamente. 

## Biografia
Lumina nasceu em 1848, ano em que a escravidão foi abolida na Martinica, em Rivière-Pilote, uma pequena cidade do interior da ilha, filha de uma ex-escrava, recém-libertada pela abolição, Marie-Sophie, conhecida como Zulma. Em uma época em que escravos eram iletrados, Lumina teve acesso à educação e à literatura, lendo jornais e se interessando pela política francesa na ilha. Ela foi registrada sob o nome de Marie-Philomène Sophie. Mais tarde, a administração daria à mãe e à filha o sobrenome de Roptus. Assim, Marie-Philomène Sophie se tornou Marie-Philomène Roptus, mas todos a chamam de Lumina (diminutivo de Philomène) Sophie (do nome de sua mãe).
De acordo com os registros, sua mãe já era a chefe da família quando Lumina tinha apenas 6 anos de idade. Sua família é basicamente composta por mulheres como avó, tias, primas e sobrinhas. Habitavam um arrendamento onde cultivavam banana, cacau e café, em que os homens trabalhavam na lavoura e as mulheres cuidavam basicamente da casa, das crianças, costuravam e cozinhavam.
Com a morte da avó, a família se dispersa. Instaladas em outro arrendamento, Lumina ajuda a mãe na colheita, aprende a costurar, vai com ela ao mercado e se mostra bastante precoce para a política. Enquanto trabalha nas lavouras, ela vê o modo precário de vida da maioria dos trabalhadores. Em 1870, Lumina tinha 21 anos e já era uma jovem independente, de personalidade forte, vista com frequência nos mercados das aldeias e da cidade de Rivière Pilote. Ela conhece por volta dessa época Emile Sidney, filho de uma família liberta ainda antes da escravidão, que a mantém informada sobre o cotidiano da população rural, os impostos abusivos, o desprezo e a falta de acesso à educação.

## A revolta
Em 1870, Leopold Lubin, um marinheiro negro, membro de uma família de pedreiros, tem uma violenta discussão com Augier Maintenon, um jovem europeu, comissário assistente da Marinha francesa e chefe do serviço naval da cidade. O caso foi levado ao tribunal e Leopold foi condenado por injúria e agressão, o que a população logo viu como um caso envolvendo racismo. Em solidariedade, um movimento liderado por Lumina se ergue, onde ela faz petições e levanta dinheiro para pagar os custos da defesa de Leopold. Provocações racistas são feitas por membros do comércio local, inclusive por um deles que esteve no juri de Leopold e se orgulha de tê-lo condenado.
Este não era o primeiro caso de injustiças perpetradas pela justiça da ilha. Bandeiras brancas (símbolo nostálgico da realeza e supremacia branca) em provocação eram hasteadas nas ruas e um fazendeiro acusado de estuprar uma ex-escrava e abandonar seu corpo foi condenado com apenas uma multa. Irritados com as constantes provocações, os trabalhadores rurais se organizam ao redor de Lumina.
Em setembro de 1870, no mercado de Rivière Pilote, Lumina se encontrou com os outros manifestantes, gritando pela libertação de Lubin. Em 22 de setembro, a população do sul da Martinica e especialmente a de Rivière Pilote explode em revolta e Lumina é um dos insurgentes. Ela está grávida de dois meses de Emile Sidney e participa da marcha em direção à cadeia pública com a multidão atrás de si. No caos que se seguiu, Emile e vários outros homens do movimento somem ou são encontrados mortos. Lumina assume a luta, mas a revolta foi rapidamente derrotada e Lumina foi capturada em 26 de setembro de 1870 e mandada para o Forte Desaix.

## Prisão e morte
Várias acusações de insurreição e revolta foram feitas contra Lumina, que o governador de Martinica chamava de "a mais feroz, a mais temível das líderes das gangues de arruaceiros". Seu primeiro julgamento foi de 17 de março a 17 de abril de 1871. Ela é apresentada como uma mulher que procura "dominar os homens." O governador a identifica como a "chama da revolta" e ela foi sentenciada à uma pena perpétua de trabalhos forçados em Saint-Laurent-du-Maroni, na Guiana Francesa. Seu julgamento não foi justo, pois foi todo feito em francês, sendo que ela falava apenas creole. Seu filho, Théodore Lumina, nasceu na prisão e foi separado na mãe no nascimento, morrendo cerca de sete meses depois. Em 1877, Lumina foi obrigada a se casar com um ex-prisioneiro e fazendeiro da Guiana Francesa, 14 anos mais velho que ela e Lumina morreu dois anos depois, por doenças e maus-tratos, em 15 de setembro de 1879.

## Legado
Em 2005, a dramaturga francesa Suzanne Dracius escreveu uma peça encenada na França e em seus territórios sobre a vida de Lumina e sua história vem sendo lembrada por artistas locais. Uma escola de ensino médio em Martinica leva seu nome. Em 2008, uma biografia escrita por Gilbert Pago recolheu fatos e datas sobre sua vida e luta.